# Ziran
Ziran (en chino, 自然; pinyin, zìrán; Wade-Giles, tzù ján; en sánscrito: sahaja) es un concepto clave en el taoísmo que literalmente significa «por sí mismo, a su manera» o también «naturalmente, espontáneamente, durante el curso de los acontecimientos» (Slingerland 2003, p. 97; Lai, p. 96). Esta palabra en idioma chino está compuesta por los dos caracteres, zi (自) «nariz; yo; mismo; desde» y ran (然) «correcto; de modo que», en donde se usa -ran como sufijo haciéndolo un adjetivo o adverbio (lo que se corresponde «lejanamente» con el español -mente). En la cultura china, es común la metáfora de «nariz» (o 'zi') como punto de vista de una persona (Callahan, 1989).

## Origen
La primera aparición de la palabra «ziran» es en el Dào Dé Jing (17, 23,25,51) y se refiere a la estructura del tao la cual no puede rastrearse más anteriormente. Se acepta generalmente que el filósofo Laozi, autor del Dao De Jing, acuñó el término. Ziran es un concepto central de taoísmo, ligado cercanamente a la práctica del wu wei, o la acción sin esfuerzo ziran puede verse como el lado positivo del tao, con el wu wei oponiéndose a él, como el negativo. Ziran se refiere a un estado de «por-sí-mismo» (Fu, 2000) una de las cualidades más importantes para cualquiera que siga las creencias taoístas. Para estar más cercano al estado de ziran, uno debe separarse de las influencias no naturales y retornar a lo enteramente natural, un estado espontáneo. Ziran está relacionado con desarrollar un «sentido alterado de la naturaleza humana y de la naturaleza per se» (Hall, 1987). En lo que respecta a la sensibilidad del taoísmo, el concepto moral puede encontrarse en el de ziran.

## Reinterpretación reciente
Ziran ha sido interpretada y reinterpretada en un gran número de formas a lo largo del tiempo. Más comúnmente ha sido visto como un modelo seguido por el Tao, Cielo, Tierra y Hombre ya a su vez, basado en la interpretación tradicional del capítulo 25 del Daodejing. La más moderna traducción de Wang (2003) elimina el error lógico que surge cuando se considera como modelo a uno mismo por detrás de a otra entidad para ser menos natural, se pierde el estado de «por sí mismo» al que se refiere ziran. Wang reintrerpreta las palabras del capítulo 25 para que las instrucciones seguidas como modelo por la tierra sean la propia tierra, por el cielo el propio cielo y el tao, el propio tao, de acuerdo con el concepto de ziran. Esta interpretación reafirma la base de que el tao es la completa naturalidad.

## Existencia porziran
Ziran, enlaza con otra creencia taoísta, que especifica que todas las cosas existen a causa de las cualidades que poseen, y no a causa de que fueran creadas por ningún ser para lograr un objetivo o una meta. Lo único que un ser debe ser cuando existe en conformidad con ziran es en última instancia, natural, no afectado por influencias artificiales.

## Información adicional
Ziran y tianran son conceptos relacionados. Tianran se refiere a cosas creadas por el Cielo, que están en última instancia, al margen de la influencia humana, cosas completamente caracterizadas por ziran. Los dos términos son a veces utilizados indistintamente (Chan, 2005). Se puede decir que ganando por ziran, una persona se acerca más al estado de tianran.
Ziran también puede ser visto bajo la influencia budista, «no sustancial». Entonces se cree que significa «no tener naturaleza propia» (Pregadio 2008, pág. 1302). En ese aspecto es visto como sinónimo de vacío real.